# Понте-дель-Олио
Понте-дель-Олио (итал. Ponte dell'Olio) — коммуна в Италии, располагается в регионе Эмилия-Романья, в провинции Пьяченца.
Население составляет 4902 человека (2008 г.), плотность населения составляет 114 чел./км². Занимает площадь 43 км². Почтовый индекс — 29028. Телефонный код — 0523.
Покровителем коммуны почитается святой апостол Иаков Старший, празднование 16 августа, San Rocco.

## Демография
Динамика населения:

## Администрация коммуны
- Официальный сайт: http://www.comune.pontedellolio.pc.it